# Brooke Bond
Брук Бонд (англ. Brooke Bond) — торговая марка чая, принадлежащая концерну Unilever. Ранее являлся независимым производителем, известным своим брендом PG Tips.

## История
В 1845 году Артур Брук, который родился на 6 Джордж-стрит, Эштон-андер-Лайн, Ланкашир, создал компанию Brooke Bond & Company. Свой первый чайный магазин Артур открыл в 1869 году на 23 Маркет-стрит в Манчестере. К своей фамилии на вывеске Артур добавил слово «Bond», что означает «обязательство».
В 1930 году Brooke Bond выпустили свой самый известный бренд PG Tips. К 1957 году Брук Бонд была, вероятно, самой крупной чайной компанией в мире, с долей в одну треть на британском и индийском рынках чая.
В 1968 году компания объединилась с Liebig’s Extract of Meat Company, став компанией Brooke Bond Liebig, которая была приобретена Unilever в 1984 году.
Завод Brooke Bond находится в Траффорд Парке, недалеко от Манчестера.

## В России
В России Брук Бонд появился в 1995 году.
В связи с военными действиями со стороны Российской Федерации на территории Украины Брук Бонд принял решение уйти с Российского рынка.

### Ассортимент
- Пряная вишня
- Мята и специи
- Имбирь и лимон
- Тёмный шоколад
- Крепкий тонизирующий
- Листовой
- Гранулированный
- Апельсин и корица (новое)

## Награды
В 1999, 2000 и 2005 годах чай Brooke Bond получал премию «Товар года».